# 말없는 소녀
"말없는 소녀"(아일랜드어: An Cailín Ciúin)는 2022년 개봉한 아일랜드의 성장 드라마 영화이다. 콤 바이레아드가 감독과 각본을 맡았다. 제95회 아카데미상 국제영화상 후보작이다.

## 출연진
- 캐서린 클린치 : 코오트 역
- 캐리 크로울리 : 에이블린 역
- 앤드류 베넷 : 션 역
- 마이클 패트릭 : 아타이르 채잇, 통칭 댄 역
- 케이트 닉 쵸노네 : 엄마 역
- 조안 쉬히 : 우나 역

## 참고 사항
- 영화화되기 전 이반나 린치가 BBC 라디오에서 낭독한 적이 있다.
- 2024년 7월 12일 11시 30분 KBS 독립영화관에서 세계 여름영화기획으로 방송했다.